# Kazakhstania
Kazakhstania o Kazakhstan Block è una piccola regione continentale all'interno del lago d'Aral, a sud del cratone siberiano e ad ovest dei Monti Altai e del lago Balqaš. Per la maggior parte si trova sul suolo del Kazakistan in un'area di 1,3 milioni di km². La Zungaria in Xinjiang in Cina è inoltre parte di Kazakhstania, chiamata il più delle volte Junggar Block.
Si ipotizza che l'attuale Kazakhstania sia un insieme di Isole vulcaniche del Paleozoico e di piccoli frammenti di Terrane continentali.